# Sint Hubertuspark
Sint Hubertuspark – park w Hadze, w dzielnicy Scheveningen, o powierzchni 17,7 ha. Został oficjalnie otwarty w 1934 roku.

## Położenie i opis parku
Park znajduje się przy południowej granicy dzielnicy Scheveningen, na osiedlu Duttendel. Na terenie parku przed jego budową znajdowało się wiele wydm, które wyrównano, a pozostałością po nich są liczne połacie piasku, obecnie często obrośnięte drzewami. Przy niektórych uliczkach parkowych znajdują się tablice informujące o strefach przyjaznych psom.

## Galeria

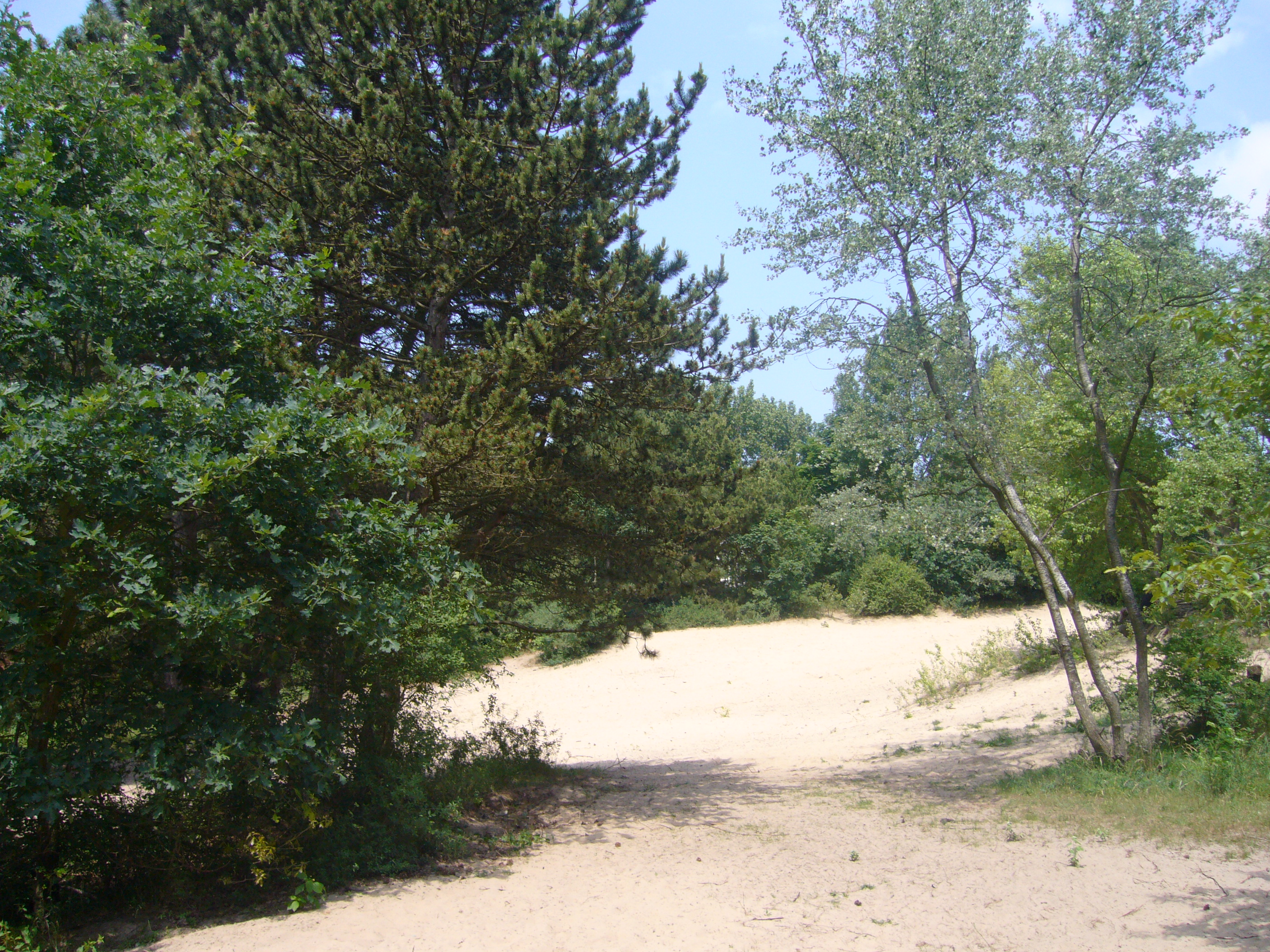
Pozostałość po wydmie, nazywana obecnie Hubertusduin.
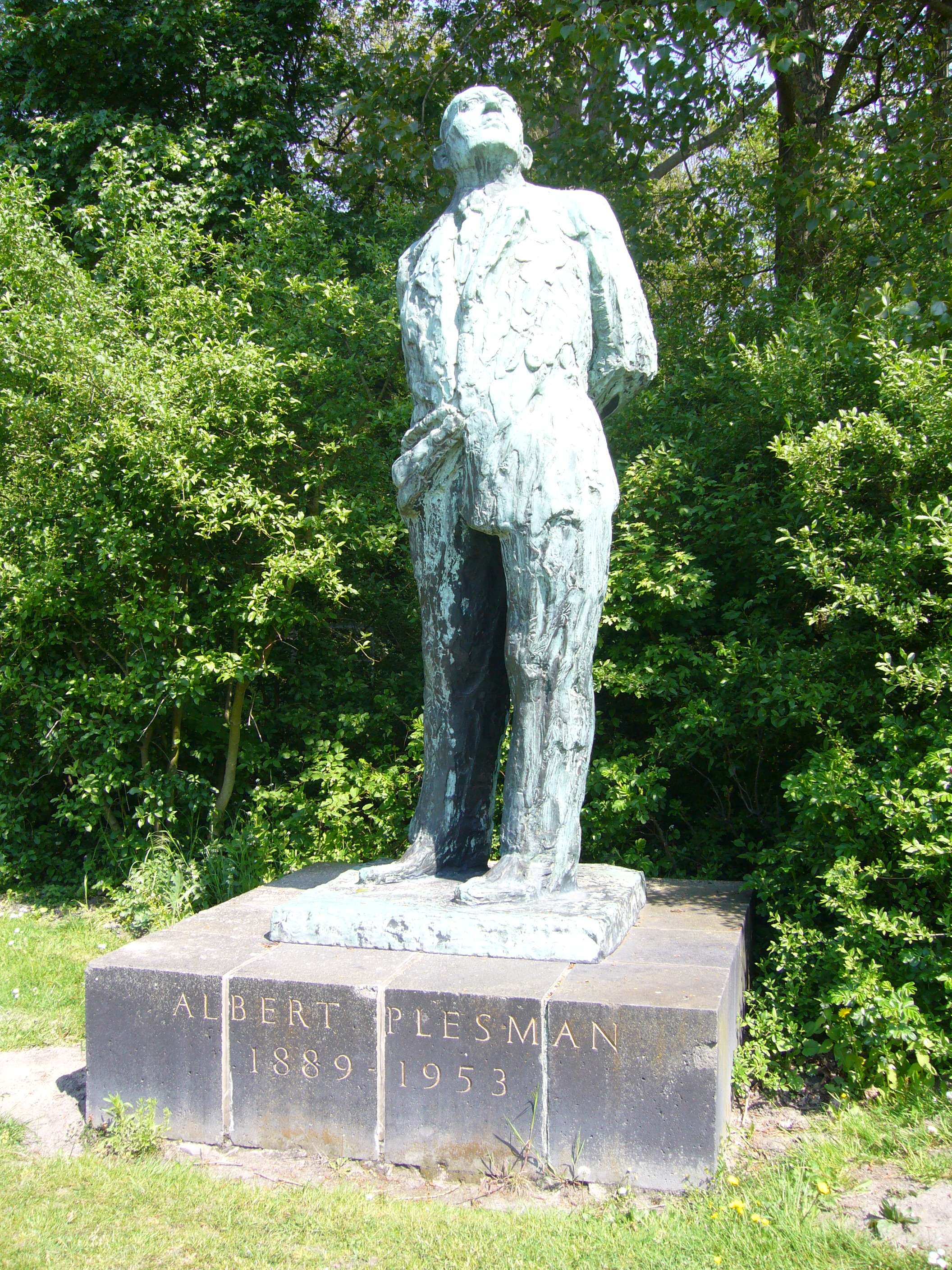
Pomnik Alberta Plesmana